# 山県市立高富小学校
山県市立高富小学校（やまがたしりつ たかとみしょうがっこう）は、岐阜県山県市にある公立小学校。

## 沿革
- 1873年（明治6年） - 教倫義校が開校。
- 1874年（明治7年） - 高富学校に改称する。
- 1886年（明治19年） - 高富尋常小学校に改称する。高木村の児童が転入する。
- 1894年（明治27年） - 高木村の児童が深瀬尋常小学校（現・山県市立富岡小学校）へ転出する。
- 1910年（明治43年） - 高富尋常高等小学校に改称する。
- 1941年（昭和16年） - 高富国民学校に改称する。
- 1947年（昭和22年） - 高富町立高富小学校に改称する。
- 1967年（昭和42年） - 新校舎（鉄筋コンクリート造）が完成。
- 1973年（昭和48年） - 校舎を増築する。
- 1979年（昭和54年） - 校舎を増築する。
- 2003年（平成15年） - 高富町、伊自良村、美山町が合併し、山県市が発足。同時に山県市立高富小学校に改称する。
- 2004年(平成16年) 3月　新校舎が完成する

## 通学区域[1]
- 高富
- 佐賀

## 進学先中学校
- 高富中学校

## その他
- 高富を領地としていた高富藩（本庄家1万石）は、江戸時代後期に江戸藩邸内に藩校として「教倫学校」を設けていた。高富藩は江戸時代には定府であり、藩士の多くは江戸に居住していたが、明治時代に藩が明治政府の地方行政機関（府藩県三治制）となるとともに名実ともに高富に本拠地を移すこととなった。教倫学校も高富に移転し、農家や商家の子弟にも入学を許可した。藩立学校としての教倫学校は明治4年（1871年）の廃藩とともに終焉を迎える。教倫義校が開校した際、旧高富藩の陣屋の建物の一部を使用した。